# مقاطعة سانتا إيلينا
مقاطعة سانتا إيلينا هي مقاطعة في الإكوادور في المنطقة الساحلية. تم إنشاؤها في عام 2007 من الأراضي التي تنتمي إلى مقاطعة غاياس، وهي تعد مع مقاطعة سانتو دومينغو دا لوس تساتشيلاس أحدث مقاطعتين بالإكوادور، والعاصمة هي سانتا إيلينا، ومنها المقاطعة تستمد اسمها .

## كانتونات
وتنقسم المقاطعة إلى 3 كانتونات :